# 1. deild kvinnur (1989)
W roku 1989 odbyła się 5. edycja 1. deild kvinnur – pierwszej ligi piłki nożnej kobiet na Wyspach Owczych. W rozgrywkach wzięło udział 8 klubów z całego archipelagu. Tytuł mistrzowski obroniła drużyna HB Tórshavn po raz trzeci w swojej historii.

## Uczestnicy
| Uczestnicy 1. deild kvinnur 1988                                                                              | Uczestnicy 1. deild kvinnur 1988 | Uczestnicy 1. deild kvinnur 1988 | Uczestnicy 1. deild kvinnur 1988 |
| --- | -------------------------------- | -------------------------------- | -------------------------------- |
| HB | HB Tórshavn                      | 1                                |                                  |
| B36 | B36 Tórshavn                     | 2                                |                                  |
| GÍ | GÍ Gøta                          | 3                                |                                  |
| EB | EB Eiði                          | 4                                |                                  |
| ÍF | ÍF Fuglafjørður                  | 5                                |                                  |
| KÍ | KÍ Klaksvík                      | 6                                |                                  |
| NSÍ | NSÍ Runavík                      | 7                                |                                  |
| Awans z 2. deild kvinnur 1988                                                                                 |                                  |                                  |                                  |
| Skála | Skála ÍF                         |                                  |                                  |
| Oznaczenia: - kolumna pierwsza – skróty nazw drużyn, - kolumna trzecia – miejsce zajęte w poprzednim sezonie. |                                  |                                  |                                  |

## Rozgrywki

### Tabela ligowa
| Lp. | Drużyna         | M  | Z  | R | P  | Bramki | Bramki | Różn. | Pkt | Uwagi              |
| --- | --------------- | -- | -- | - | -- | ------ | ------ | ----- | --- | ------------------ |
| 1   | HB Tórshavn (M) | 14 | 13 | 1 | 0  | 53     | 8      | +45   | 27  |                    |
| 2   | B36 Tórshavn    | 14 | 8  | 2 | 4  | 46     | 15     | +31   | 18  |                    |
| 3   | ÍF Fuglafjørður | 14 | 8  | 1 | 5  | 34     | 19     | +15   | 17  |                    |
| 4   | KÍ Klaksvík     | 14 | 8  | 1 | 5  | 29     | 19     | +10   | 17  |                    |
| 5   | Skála ÍF        | 14 | 7  | 2 | 5  | 20     | 19     | +1    | 16  |                    |
| 6   | EB Eiði         | 14 | 4  | 2 | 8  | 18     | 26     | −8    | 10  |                    |
| 7   | GÍ Gøta         | 14 | 3  | 1 | 10 | 15     | 39     | −24   | 7   |                    |
| 8   | NSÍ Runavík (S) | 14 | 0  | 0 | 14 | 5      | 75     | −70   | 0   | Spadek do 2. deild |

### Wyniki spotkań
| Gospodarz \ Gość | B36  | EB  | GÍ   | HB  | ÍF  | KÍ  | NSÍ  | Skála |
| B36 Tórshavn     |      | 4:0 | 3:1  | 2:2 | 1:0 | 0:2 | 11:0 | 2:0   |
| EB Eiði          | 2:1  |     | 1:0  | 0:3 | 2:3 | 1:1 | 2:0  | 1:1   |
| GÍ Gøta          | 0:6  | 1:0 |      | 0:2 | 1:3 | 0:3 | 6:0  | 1:4   |
| HB Tórshavn      | 2:0  | 2:1 | 10:0 |     | 6:1 | 6:1 | 6:0  | 2:0   |
| ÍF Fuglafjørður  | 1:1  | 4:1 | 3:1  | 0:2 |     | 1:0 | 10:1 | 0:1   |
| KÍ Klaksvík      | 1:4  | 5:2 | 2:0  | 1:2 | 2:0 |     | 6:0  | 2:1   |
| NSÍ Runavík      | 1:11 | 0:5 | 1:3  | 1:6 | 0:2 | 0:2 |      | 1:2   |
| Skála ÍF         | 3:0  | 1:0 | 1:1  | 1:2 | 0:6 | 2:1 | 3:0  |       |

Aktualne na 21 kwietnia 2015. Źródło: HB.fo
Objaśnienia:
1Drużyna gospodarzy jest wymieniona po lewej stronie tabeli.
Kolory: zielony – zwycięstwo gospodarzy, żółty – remis, różowy – zwycięstwo gości.